# 1933 Tinchen
1933 Tinchen је астероид главног астероидног појаса чија средња удаљеност од Сунца износи 2,352 астрономских јединица (АЈ).
Апсолутна магнитуда астероида је 12,9.